# Izola
Izola () (italijansko Isola, nekdaj Isola d'Istria) je obmorsko mesto v Slovenski Istri s nekaj več kot 11.000 prebivalci, v mestu je sedež istoimenske občine. 
Izola se nahaja na območju, kjer avtohtono živijo pripadniki italijanske narodne skupnosti in kjer je poleg slovenščine uradni jezik tudi italijanščina, zato so v mestu poleg slovenskih tudi italijanske šole (Osnovna šola Dante Alighieri in Srednja šola Pietro Coppo Izola – Scuola media Pietro Coppo Isola).

## Opis
Naselje je locirano na južni obali Koprskega zaliva, med Piranom in Koprom. Jedro ima na manjšem apnenčastem polotoku, nekdanjem otoku. Srednjeveško mesto je nastalo ob pristanišču v južnem delu otočka, po katerem je dobilo ime in se postopoma širilo proti severu in vzhodu. Otok so že v 18. stoletju povezali s kopnim. Na njem je mdr. nekdanja ladjedelnica, ki so na to lokacijo preselili iz Bernardina. Danes se Izola razteza od industrijskega predela v zaledju zaliva Viližan na severovzhodu, imenovanega »Polje«, preko soseske stanovanjskih blokov in hiš »Livade« in Prega(v)or na jugu ter marine Izola do turističnega predela ob Simonovem zalivu na jugozahodu. K Izoli spadajo še zaselki Prove, Viližan, Rikovo in Kanolo. Na slemenu med Izolo in koprsko Žusterno je bila zgrajena regionalna Splošna bolnišnica Izola, z urgentnim centrom. Čeprav uradno ni del Izole, je jugozahodno naselje Jagodje prav tako del sklenjenega poselitvenega območja Izole, ki skupaj šteje okoli 14.000 stalnih prebivalcev.   

## Zgodovina
Otok je bil naseljen že v rimski dobi, domnevno se je imenoval Haliaetum. Večja najdišča iz tega časa so ob Simonovem zalivu, kjer so v morju potopljeni ostanki nekdanjega pomola, ko je bilo tu locirano pristanišče in obmorska vila, od katere so ohranjeni temelji stavbe, mozaiki in cevovod. V času preseljevanja ljudstev je bilo naselje na kopnem uničeno, prebivalci pa so se zatem naselili na nekdanjem otoku. Izola se prvič omenja leta 972, ko jo je cesar Oton I. Veliki izročil v fevd oglejskim patriarhom. Izola je leta 1280 morala sprejeti oblast Benetk, ki je trajala vse do propada republike leta 1797. 
Po propadu Benetk je Izola za kratek čas spadala pod Napoleonovo Francijo in je bila sprva del Napoleonovega Italijanskega kraljestva, od leta 1809 pa Ilirskih provinc.
Po Napoleonovem porazu v Rusiji in dokončno pri Waterlooju je Istra po določbah Dunajskega kongresa ostala pod avstrijsko nadoblastjo. Izola je odtlej spadala pod Avstrijsko primorje, deželo Istro. Z razpadom Avstro-ogrske monarhije ob koncu prve svetovne vojne leta 1918 in po podpisu mirovne pogodbe v Rapallu novembra 1920 je bila celotna Istra priključena kraljevini Italiji, vse do njene kapitulacije leta 1934. Do konca druge svetovne vojne je bila del okupacijske operativne cone Jadransko primorje (Adriatisches Küstenland) Wermachta, vojaških enot Tretjega rajha. Po vojni, med letoma 1945 in 1954, je bila severna Istra del cone B Svobodnega tržaškega ozemlja.
Angloameričani so upravljali njegov severni del (cono A), ki je obsegala Trst z okolico in železniško progo Trst–Gorica. Cona B, ki je obsegala severni del Istre do reke Mirne, je bila pod jugoslovansko vojaško upravo. Z londonskim memorandumom iz leta 1954 je STO prenehalo obstajati, cona B pa je bila priključena Jugoslaviji. Dokončno je bila meja med Italijo in Jugoslavijo potrjena z osimskim sporazumom, ki sta ga podpisali Socialistična federativna republika Jugoslavija in Republika Italija 10. novembra 1975 v italijanskem mestu Osimo.
Z osamosvojitvijo Slovenije leta 1991 je Izola tudi uradno postala slovensko istrsko mesto. Po osamosvojitvi Slovenije je občina Izola leta 1995 zamenjala stari občinski grb iz leta 1987 z novim, ki je sedaj v veljavi.

## Razvoj
Prebivalci prvotnega naselja so bili ribiči in kmetje (vinogradniki, oljkarji), dokler niso bile na koncu 19. stoletja zgrajene tri tovarne za konzerviranje rib. Prva je bila Arrigoni, ki je leta 1879 preprečila gospodarsko in prebivalstveno krizo, kakršno sta doživljala Piran in Koper (v kateri je stagniralo ali celo nazadovalo število prebivalcev). Med obema svetovnima vojnama sta delovali dve tovarni, ki sta bili po 2. svetovni vojni združeni v skupno podjetje Delamaris. Povojni gospodarska in demografska rast Izole sta temeljili tudi na industriji igrač (Mehanotehnika, sedaj Mehano), živilski industriji in ladjedelništvu (Ladjedelnica se je preselila v Izolo iz Bernardina), pa tudi na razvoju turizma. Urbanistična rast jo je povezala s sosednjima, nekdaj kmečkima naseljema Livado in Poljem ter se zrašča z novima naseljema Jagodje in Dobrava.
V Izoli so mdr. Muzej Izolana - hiša morja, Muzej Parenzana z razstavljeno lokomotivo P.3, ki je vozila po Porečanki, Galerija Insula (ustanovljena 1987 s strani Društva likovnih umetnikov Insula, združenja profesionalnih likovnih ustvarjalcev Južne Primorske), Galerija Alga, Art3b Gallery, Galerija Rex (glej SS Rex), Arheološki park Simonov zaliv in Inštitut za oljkarstvo kot sestavni del ZRS Koper. V Izoli je bil 2017 ustanovljen in 2022 dograjen neodvisni raziskovalni inštitut Center odličnosti InnoRenew CoE. 

### Turizem

#### Znamenitosti
- Župnijska cerkev sv. Mavra
- Cerkev sv. Dominika
- Cerkev sv. Marije Alietske
- Palača Besenghi degli Ughi

## Prometne povezave
Z odprtjem ozkotirne železnice, t. i. Porečanke (Parenzane) leta 1905, ki je do leta 1936 povezovala Trst in Poreč, je Izola pridobila železniško postajo, stavba še stoji na Livadi.

### Cestni promet
Izola je z drugimi deli Slovenije in s Trstom povezana s Hitro cesto .

## Znani Izolani
- Nino Benvenuti - boksar
- Rudi Bučar - glasbenik in poustvarjalec istrske glasbene kulturne dediščine
- Pietro Coppo - geograf in kartograf
- Boštjan Klun - novinar, radijski in televizijski voditelj
- Faraoni - glasbena skupina
- Mojca Fatur - gledališka igralka
- Domenico Lovisato - geolog in patriot
- Drago Mislej (Mef) - glasbenik, skladatelj, pevec in pesnik
- Breda Pečan - političarka, poslanka in biologinja
- Vasilij Žbogar - jadralec
- Darko Milanič - nogometni trener
- Lana Hrvatin - pevka